# Elena Castagnoli
Elena Castagnoli (Colombo, 3 agosto 1980) è una conduttrice televisiva italiana.

## Biografia
Ha esordito nella TV dei ragazzi nel 2005, interpretando il personaggio di Vandana in Hit Science, trasmissione di Rai 3 in onda nel 2005. dal 16 ottobre 2007 è entrata nel cast del programma quotidiano del pomeriggio di Rai 3 Trebisonda, inizialmente interpretando il personaggio di Margherita e poi, dal 2008, diventandone conduttrice insieme a Isabella Arrigoni, Manolo Martini e Stefano Simmaco. Nell'ambito della trasmissione è anche la voce della T_Band, gruppo musicale interno del contenitore per ragazzi. Attiva anche come musicista come componente del gruppo musicale dance Terzasfera, ha partecipato alle selezioni del Festival di Sanremo 2013 per la categoria Giovani.
Terminata la trasmissione di Trebisonda, dal 2011 è parte del cast di Ragazzi c'è Voyager, trasmissione divulgativa della domenica mattina di Rai 2 condotta da Roberto Giacobbo, nella quale presenta una rubrica dedicata alla scienza. La sua presenza è stata confermata anche nella stagione successiva
Come cantante ha continuato la carriera con lo pseudonimo di Joy Moonbay, come voce e autrice per diversi progetti musicali (Terzasfera, Moonbay e Easy Tempo Set) e come voce in alcuni gruppi jazz.

## Programmi televisivi
- Hit Science (Rai 3, 2005)
- Trebisonda, (Rai 3, 2007-2010)
- Ragazzi c'è Voyager (Rai 2, 2011-2013)